# Чигвария, Георгий
Георгий Чигвария (груз. გიორგი ჭიღვარია; род. 20 апреля 1980 года, Кутаиси, Грузинская ССР) — грузинский государственный и политический деятель, мэр Кутаиси в 2017-2020 годы.

## Биография
Родился 20 апреля 1980 года в Кутаиси.
До 1995 года учился в средней школе № 33 г. Кутаиси, с 1995 по 1997 год — в Кутаисской гуманитарной школе. В 2002 году окончил факультет Государственного университета имени Акакия Церетели.
С 2002 по 2003 год проходил службу в армии, служил в 11-й мотострелковой бригаде.
После возвращения из армии был ассистентом, затем научным сотрудником в Государственном университета имени Акакия Церетели, позднее преобразованного в Кутаисский государственный университет имени Акакия Церетели. Также с 2004 по 2009 год был преподавателем истории в кутаисской школе № 33, в которой ранее учился.
В 2014 году стал советником мэра Кутаиси, с 2014 по 2017 год был заместителем губернатора в регионе Имеретия.
Осенью 2017 года стал кандидатом на пост мэра Кутаиси от партии «Грузинская мечта — Демократическая Грузия», в первом туре занял первое место, но не смог набрать большинства голосов и вышел во второй тур вместе с Григолом Вашадзе, занявшим по итогам выборов 2-е место. Во втором туре выборов, прошедшем 12 ноября 2018 года, занял первое место, 29 ноября 2017 года вступил в должность.
Женат, супруга — Тамта (1985 г.р.), сыновья — Серги (2005 г.р.) и Сандро (2011 г.р.).